# Adalbert von Bredow

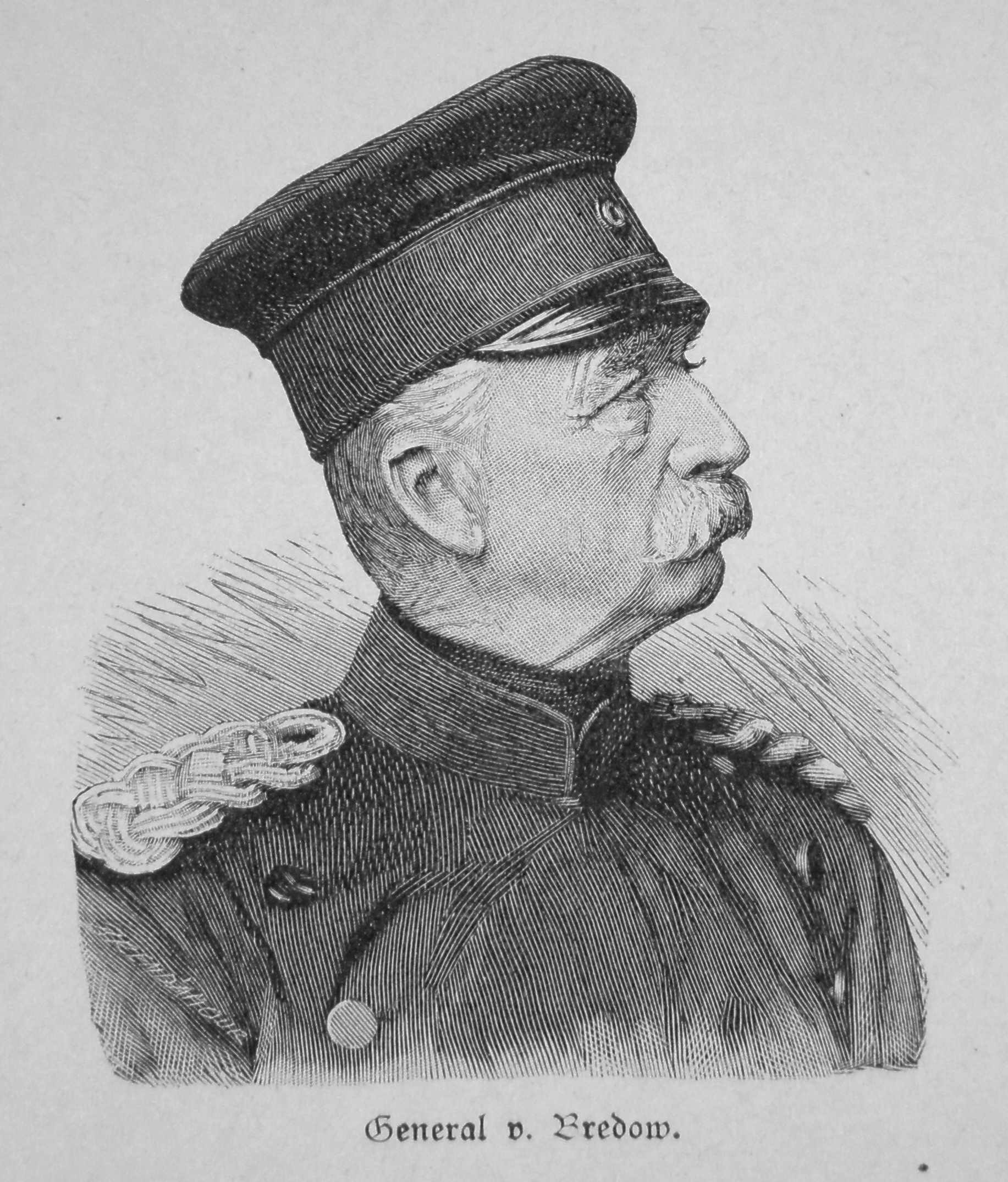
General von Bredow

Friedrich Wilhelm Adalbert von Bredow (* 25. Mai 1814 auf Gut Briesen; † 3. März 1890 ebenda) war ein preußischer Generalleutnant.

## Leben

### Herkunft
Adalbert war der Sohn des preußischen Majors Friedrich Phillip Leopold Ferdinand von Bredow (1787–1878) und dessen Ehefrau Bernhardine Sophie Emilie, geborene von Wulffen (1792–1859).
Seine Schwestern Emma (1816–1881) war mit dem preußischen Generalmajor Hermann von Besser (1810–1878), Bernhardine (* 1825) mit dem späteren General der Kavallerie Ludwig von Salmuth verheiratet.

### Militärkarriere

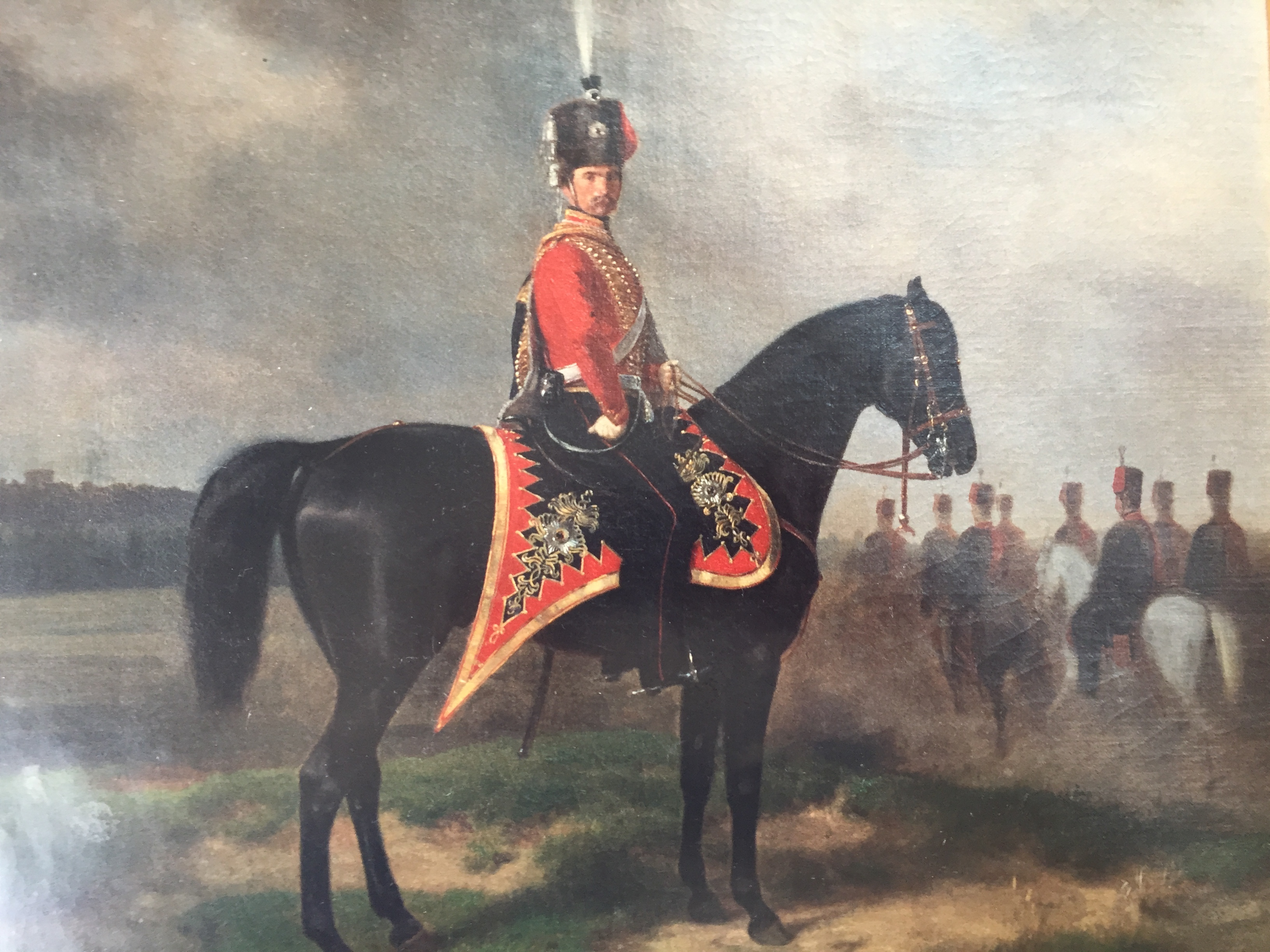
Adalbert von Bredow als Kavallerie-Offizier

Bredow erhielt seine Erziehung in den Kadettenhäusern Potsdam und Berlin. Er trat dann am 15. Februar 1832 als Unteroffizier in das Garde-Husaren-Regiment der Preußischen Armee ein. 1849 erhielt er eine Eskadron und wurde 1856 als Major in das 1. Dragoner-Regiment versetzt. Schon 1857 kam er in das 3. Husaren-Regiment und wurde 1859 zum Kommandeur des 4. Dragoner-Regiments ernannt. 1863 beförderte man Bredow zum Oberst und bei Ausbruch des Deutsch-Österreichischen Krieges 1866 erhielt er die Führung der 2. Kavallerie-Brigade, an dessen Spitze er die Schlachten bei Trautenau und Königgrätz mitmachte. Nach Beendigung wurde er zum Generalmajor befördert und erhielt das Kommando über die 7. Kavallerie-Brigade.
Im Krieg gegen Frankreich wurde Bredow 1870 der 5. Kavallerie-Division zugeteilt. Hier wurde er zur Berühmtheit, als Bredow am 16. August in der Schlacht bei Vionville-Mars-la-Tour einen todesmutigen Ritt mit nur etwas mehr als fünf Schwadronen unternahm. Es gelang durch den Angriff, eine französische Artilleriestellung zu vertreiben und einen Gegenangriff zurückzuschlagen, die Verluste betrugen jedoch fast die Hälfte der eingesetzten Soldaten. Hierdurch wurden die Franzosen von weiteren Offensivaktionen abgehalten und die preußische Infanterie gerettet. Bredows Erfolg wurde in den folgenden Jahrzehnten als Argument für die weitere Berechtigung der Kavallerie im modernen Krieg angeführt. Theodor Fontane nannte ihn den „Mars La Tour-Bredow“.
Im Januar 1871 wurde Bredow zum Generalleutnant befördert und erhielt am 11. Juni 1872 das Kommando über die 18. Division. Bereits am 2. Dezember 1873 wurde Bredow mit Pension unter Verleihung des Roten Adlerordens I. Klasse mit Eichenlaub und Schwertern am Ringen zur Disposition gestellt. Wilhelm II. verlieh dem Dragoner-Regiment Nr. 4 am 27. Januar 1889 den Namenszusatz „von Bredow“.
Nach seinem Ausscheiden aus dem Militärdienst widmete sich Bredow der Bewirtschaftung des väterlichen Besitzes.

### Familie
Am 2. März 1849 ehelichte Bredow in Alt-Langerwisch Elise Cäcilie Friederike Kühne (1823–1884), mit der er elf Kinder hatte:
- Hans Georg Ferdinand (* 1849), preußischer Major a. D. ⚭ 1873 Luice Fischer (* 1855)
- Hasso Friedrich Karl (1849–1867)
- Bernhardine Johanna Elly (* 1851) ⚭ 1874 Wolfgang von Plotho, Herr auf Zerben[3]
- Ferdinand Philipp Friedrich Leopold (1852–1855)
- Elly Johanne Wilhelmine (* 1857) ⚭ 1878 Karl Friedrich von Bülow, Rittmeister a. D.
- Adelbert Ferdinand Wilhelm (* 1859) ⚭ 1885 Henriette Louise Wilhelmine Anna von Jaeckel (* 1862). Digitalisat
- Johanne Martha Valeska (* 1861) ⚭ 1889 Hugo Karl Leopold Johann Hermann Sigismund von Jerin, Oberstleutnant a. D.
- Sohn († 1861)
- Ferdinand Herbertus (* 1862), Premierleutnant a. D.
- Eva Alexandra Agnes (1863–1869)
- Hasso Bernhard Gustav Adelbert Hans (*/† 1868)

Sein Sohn und Erbe Adelbert Ferdinand Wilhelm von Bredow (1859–1933) war der letzte Gutsherr auf Gut Briesen derer von Bredow.